# لوبيلية بروكتورية
لوبيلية بروكتورية (الاسم العلمي:Lobelia proctorii) هي نوع من النباتات تتبع جنس اللوبيلية من الفصيلة الجريسية.